# Prince Albert, Saskatchewan
Prince Albert är en ort i Kanada.   Den ligger i provinsen Saskatchewan, i den centrala delen av landet, 2 300 km väster om huvudstaden Ottawa. Prince Albert ligger 431 meter över havet och antalet invånare är 34 609.
Terrängen runt Prince Albert är platt. Det finns inga andra samhällen i närheten. 
Trakten runt Prince Albert består till största delen av jordbruksmark. Runt Prince Albert är det mycket glesbefolkat, med 3 invånare per kvadratkilometer.